# Мелетий Катакалу
Мелетий (на гръцки: Μελέτιος, Мелетиос) е гръцки духовник от XVIII век.

## Биография
Мелетий е роден в Солун със светската фамилия Катакалу (Κατακάλου). В 1734 година заема епископската катедра в Сервия. В 1745 година е заменен за кратко от Йеремия, но в същата година се връща на престола вече като сервийски и кожански епископ и с нов престол в Кожани.